# 甜甜小公主
《甜蜜公主》（あんみつ姫），又譯甜甜小公主、餡蜜姬，是倉金章介創作的日本漫畫作品，後多次改編成電影、電視劇、電視動畫。
原著漫畫於1949年－1955年連載，屬於第一代的少女漫畫。以幕府時代為背景，卻加上不少現代的事物如機械人、飛機等。1986年，另一漫畫家竹本泉又根據原著改編成新版的漫畫，畫風與近年的少女漫畫接近，與原著和動畫大異其趣。
女主角為大名的女兒，香港動畫版和台灣漫畫版卻翻譯為「公主」，其實不正確。日語中「姬」或「姬樣」不一定專指皇女或內親王，也可以指貴族小姐。
此漫畫曾改編為真人版電影及電視劇：
- 1954年的電影版由雪村泉主演
- 1960年電影版由鱷淵晴子主演
- 1958年日劇版由中原美紗緒主演
- 1983年日劇版由小泉今日子主演
- 2008年和2009年日劇版由井上真央主演

1986年，此漫畫改編成電視動畫，女主角由小山茉美配音（中文配音為林元春）；香港無綫電視翡翠台於1988年5月播放此動畫，是羚邦國際（MediaLink Animation International Limited）在香港播出之第七套作品；香港播放時同名廣東話主題曲由劉美君主唱，並收錄自新力博德曼（SONY BMG）出版之《公子多情》大碟內。台灣公開播映權是由超級電視台率先取得。

## 外部連結
- Studio Pierrot《愛蜜公主》電視動畫版官方網站（日語）
- 緯來日本台《愛蜜公主出城去》官方網站 （页面存档备份，存于）